# Guards Polo Club
Le Guards Polo Club est le plus prestigieux club de polo britannique du monde, étroitement associé à la famille royale britannique, fondé en 1955 sous le nom de Household Brigade Polo Club par S. A. R. le prince Philip, duc d'Édimbourg. 

## Historique

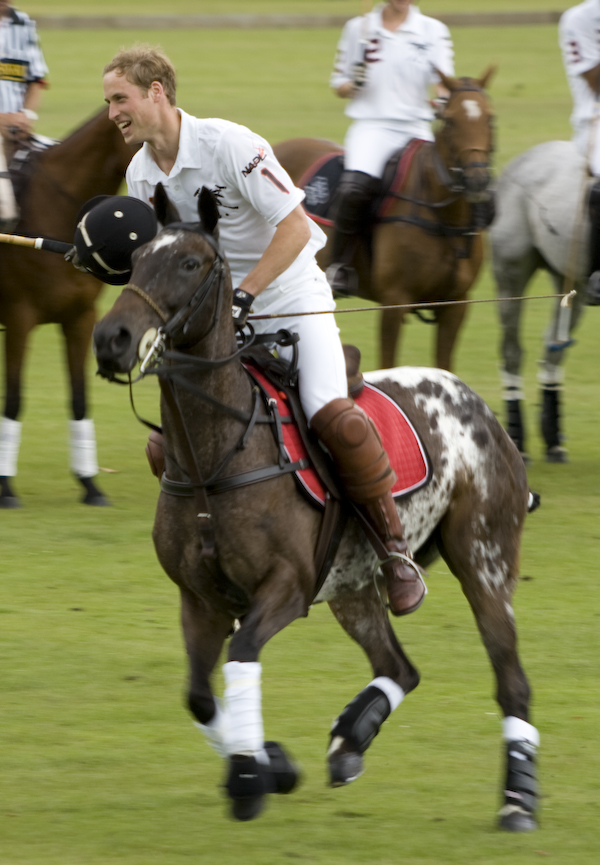
Le prince William de Galles amateur de jeu de polo.

Il est fondé le 25 janvier 1955 par S. A. R. le prince Philip d'Édimbourg et président du club depuis sa création sous le nom de Household Brigade Polo Club. La reine Élisabeth II en est la protectrice . Le club est rebaptisé Guards Polo Club en 1969.
Ce club de polo est basé dans le parc du château de Windsor (50km à l'ouest de Londres) sur un emplacement de 53 hectares avec étables, enclos et les installations de formation. Depuis sa fondation, le club s'est énormément développé.
Il compte plus de 1 000 membres (non joueurs) et environ 170 membres pratiquant le polo, parmi lesquels quelques-uns des meilleurs joueurs du monde. Environ la moitié des joueurs sont professionnels. Il est difficile d'en devenir membre (il y a une très longue liste d'attente), bien que le club devienne avec le temps plus accessible.